# Theodor Lundh
Henrik Theodor Lundh, född 3 oktober 1812 i Stockholm, död 25 mars 1896 i Adolf Fredriks församling, var en svensk målare, fotograf, restaurator och konduktör för kungens musuem.
Bland hans verk som historiemålare kan nämnas Gustaf I:s intåg 1523, Gustaf II Adolfs landstigning 1630 (1839), Gustaf II Adolfs död, Evas sorg vid Abels död (1835), Herkules apoteos (1836), Rebecka vid brunnen och Gustaf II Adolfs intåg i Augsburg, i vilka han eftersträvade att förena Fredric Westin och Johan Gustaf Sandbergs olikartade angreppssätt.

## Biografi

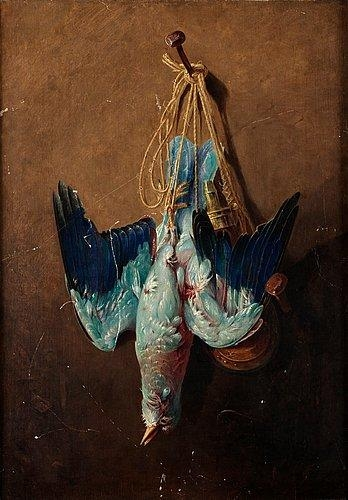
Jaktstilleben med blåkråka.

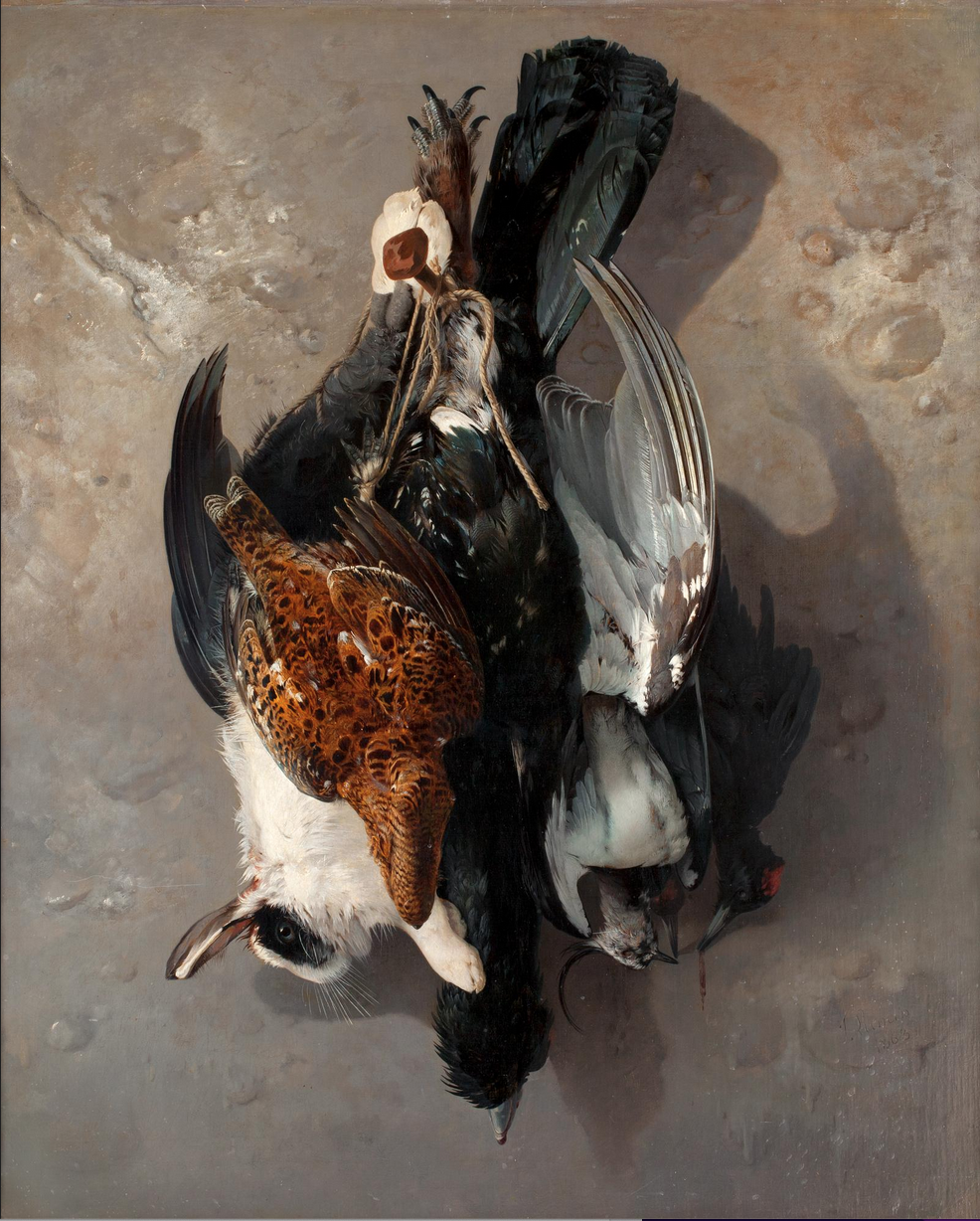
Jaktstilleben med kanin och fåglar.

Theodor Lundh var son till bryggaren och kornetten Adolph Fredric Lundh och Elisabeth Westin och från 1856 gift med Anna Sophia Charlotta Ekman. Lundh började redan som 14-åring att studera måleri för sin morbror Fredric Westin. Han antogs till Konstakademien 1829 men han fortsatte sin enskilda undervisning för sin morbror som uppmuntrade honom att ägna sig åt historiemåleri. Under akademitiden tilldelades han ett flertal utmärkelser, bland annat Tessinska medaljen, kanslermedaljen och den kungliga medaljen. Han utnämndes till konduktör, det vill säga tillsyningsman för kungens konstsamlingar 1837 och agré vid Konstakademien 1840. År 1843 reste han till Paris för att vidareutbilda sig och under inflytande av fransk konst övergav han historiemåleriet för att istället ägna sig åt stilleben och genremåleri. Han tvingades att återvända till Sverige 1848 och kom då att arbeta med hantverksmåleri samtidigt som han tjänstgjorde vid kungens museum. Han återupptog sitt konstnärskap och specialiserade sig på att måla stilleben med döda fåglar. Lundh medverkade i Konstakademiens utställningar och Stockholms Konstförenings vandringsutställningar. Som litograf utförde han ett porträtt av Karl XIV Johan och några miniatyrporträtt av Axel Oxenstierna och Gustav II Adolf. Hans konst består av  historiska- och bibliska motiv, barnporträtt, blommor, djur och stilleben med döda fåglar.
Lundh är representerad vid Nationalmuseum, Zornmuseet, Vänersborgs museum, Skoklosters slott, Kulturparken Småland, Norrköpings konstmuseum, Göteborgs konstmuseum, Lunds universitetsbibliotek  och vid Kungliga biblioteket.